# Hitlergroet

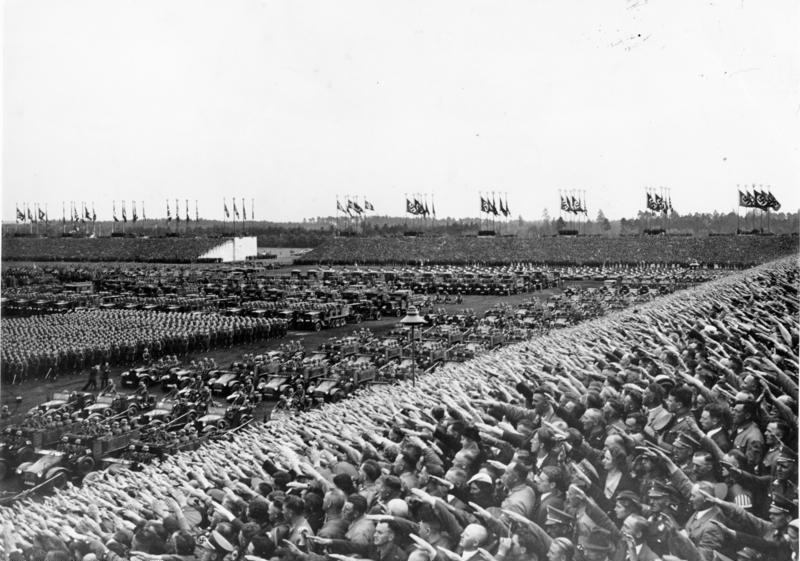
Massale Hitlergroet tijdens een NSDAP partijdag in Neurenberg (1936)

De Hitlergroet of nazigroet (Duits: Hitlergruß) is een gebaar dat gebruikt werd in nazi-Duitsland. De groet wordt uitgevoerd door de rechterarm licht omhoog naar voren uit te strekken in de lucht met gestrekte hand, de handpalm omlaag. De persoon die de groet doet, zegt gebruikelijk ook "Heil Hitler!", "Heil, mein Führer!" (Heil aan mijn leider!) of "Sieg Heil!" (Heil aan de overwinning!). Deze groet werd in 1926 verplicht gesteld binnen de NSDAP om gehoorzaamheid te tonen aan de partijleider - Adolf Hitler -, om de Duitse natie te verheerlijken en later ook de Duitse oorlogsinspanningen.
In nazi-Duitsland, van 1933 tot 1945, was de Hitlergroet als zogenaamde "Duitse groet" voor alle Duitsers verplicht, ook bijvoorbeeld in schoolklassen. De groet werd ook verplicht gesteld voor ambtenaren, zowel in levende lijve als in brieven, maar was meestal vrijwillig voor de Reichswehr en Wehrmacht, waar de traditionele militaire groet werd behouden tot kort na de mislukte aanslag op Hitler in 1944. Daarna moesten ook de troepen als teken van trouw aan Hitler de groet brengen.
Deze groet brengen werd na de Tweede Wereldoorlog een strafbaar feit in Duitsland, Oostenrijk en Tsjechië. In andere landen, zoals Nederland, kan deze handeling worden vervolgd op basis van wetgeving inzake belediging.

## Geschiedenis

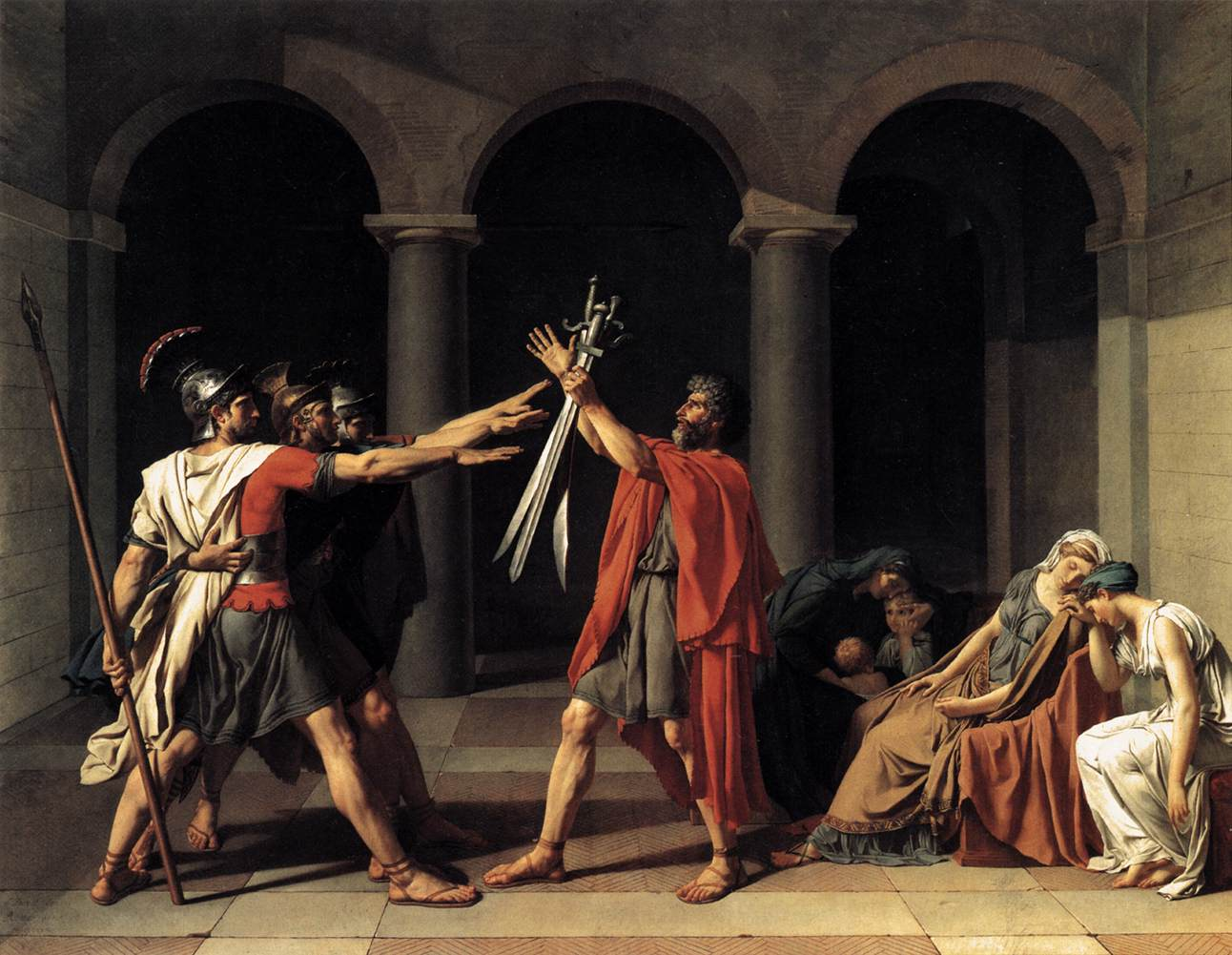
Saluto romano in De eed van de Horatii van Jacques-Louis David (1784)

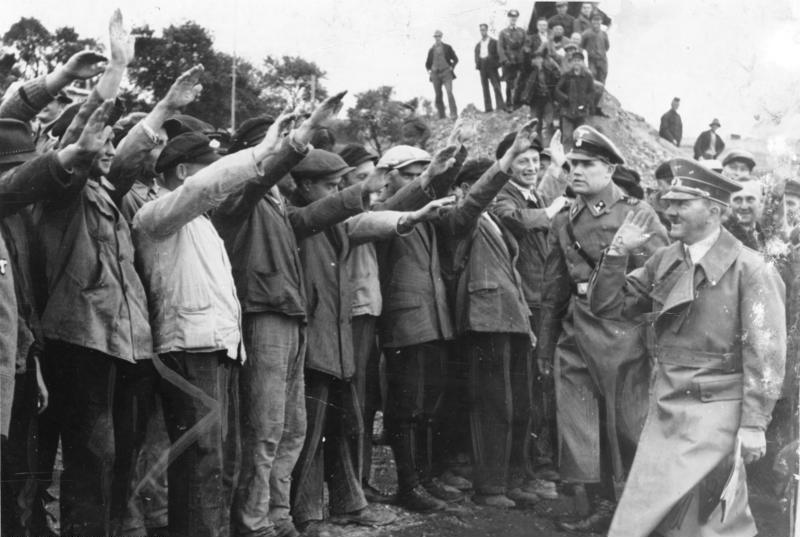
Adolf Hitler bezoekt de werkzaamheden aan de Westwall, 1938

De geschiedenis van de Hitlergroet is niet eenduidig. Historici stellen dat deze kan zijn gebaseerd op de Bellamy-groet, beschreven door de Amerikaanse Francis Bellamy in 1892, waarmee de Amerikaanse vlag begroet werd. Deze zou later zijn gekopieerd als fascistische groet binnen Mussolini's fascistische beweging en door Hitler geadapteerd. Mussolini stelde de groet verplicht in 1922. Die groet was (ten onrechte, menen anderen) afgeleid van het Romeinse Ave, waarbij ook de rechterarm schuin in de lucht werd gestoken. Deze zogenaamde Romeinse groet is wellicht  niet historisch en kan zijn gebaseerd op een uitvinding van toneelspelers uit de 17e en 18e eeuw. Groeten met de woorden Gut Heil of vergelijkbaar, was in het Duitse taalgebied al eeuwen gebruikeijk. Ook de met een iets hoger gestrekte arm gebrachte olympische groet was in veel landen in gebruik, totdat de ongewilde associatie met het nationaalsocialisme bezwaarlijk werd.
Wanneer de Hitlergroet aan Adolf Hitler zelf werd gebracht, met name bij massademonstraties, hield Hitler zelf zijn rechterarm gebogen omhoog met de hand vlak naar achteren. Dit was een teken dat hij de groet en heilwens ontving en accepteerde.
Op een "Heil Hitler" antwoordde Hitler soms met een "Heil ......" waarbij hij de naam van zijn gesprekspartner noemde. Zo werd Albert Speer soms met een hartelijk "Heil Speer" begroet. Deze gunst viel alleen de favorieten van de Führer ten deel.
Hitler volgde lessen in welsprekendheid en acteren bij de tenor Paul Devrient. Deze acteur en zanger liet hem ook de Hitlergroet oefenen voor een spiegel. Hitler moest bij parades soms uren met zijn arm gestrekt staan. Daarvoor moest hij dan ook oefenen met gewichten: het lange tijd gestrekt houden van dezelfde arm is vermoeiend.
De groet was sinds ongeveer 1925 de gebruikelijke vorm van groeten in Duitse nationaalsocialistische kringen. In Nederland werd een soortgelijke groet gehanteerd door leden van de NSB. Zij staken op dezelfde wijze hun rechterhand naar voren, onder het uitroepen van "Hou Zee!".
In nazi-Duitsland, van 1933 tot 1945, was de Hitlergroet als zogenaamde "Duitse groet" voor alle Duitsers verplicht. Niet opvolgen van die plicht kon leiden tot moeilijkheden, en in de laatste jaren van de oorlog tot straf. Ambtenaren moesten brieven verplicht ondertekenen met „Heil Hitler!“ of „Mit Deutschem Gruß“.
Veel mensen probeerden aan de verplichting te ontkomen, bijvoorbeeld door maar te doen alsof. Het "Heil Hitler" vervlakte vaak tot een vluchtig "Haitla" begeleid door een slap zwaaitje. In Duitse natuurkundige academische kringen, waar zo'n 25% van het personeel joods was en daarom ontslagen werd na Hitlers machtovername in 1933, was er veel lijdelijk verzet. In 1934 opende Max Planck het Kaiser Wilhelm Instituut voor Metalen in Stuttgart en hief zijn hand voorafgaand aan de Hitlergroet eerst tweemaal tot halve hoogte, volgens de natuurkundige Paul Peter Ewald. Volgens een anekdote liep Max von Laue vaak rond met een pakje in elke hand, zodat hij de Hitlergroet niet hoefde te brengen als hij door nazi's werd aangesproken.
Naar verluidt zeiden de Luxemburgers, die tegen hun wens bij Duitsland werden ingelijfd, "Drei Liter", alsof ze bier bestelden, waarbij men gewoonlijk ook de hand omhoogsteekt om de aandacht van de tapper te trekken. Doordat dit snel en met een Luxemburgs accent gezegd werd, hoorden Duitsers het verschil niet.
In de latere oorlogsjaren nam het gebruik van de Hitlergroet af en gebruikte men weer vaker de woorden "Guten Tag" of "Grüß Gott" (tenzij in het bijzijn van nazifunctionarissen). Na de aanslag op Hitler door Claus Schenk Graf von Stauffenberg op 20 juli 1944, werd de Hitlergroet in plaats van de militaire groet voor de Wehrmacht (het leger) verplicht. Het brengen van de "Duitse groet" was bij de Waffen-SS al eerder verplicht gesteld. Admiraal Dönitz schafte later deze maatregel in zijn hoedanigheid als laatste president van het Rijk weer af.
Na de eerste zware bombardementen op de Duitse steden en vooral na de nederlaag in Stalingrad nam de animo om de Hitlergroet te brengen merkbaar af. De SD meldde daarover in een bericht aan de minister voor Propaganda Joseph Goebbels.

## Na 1945

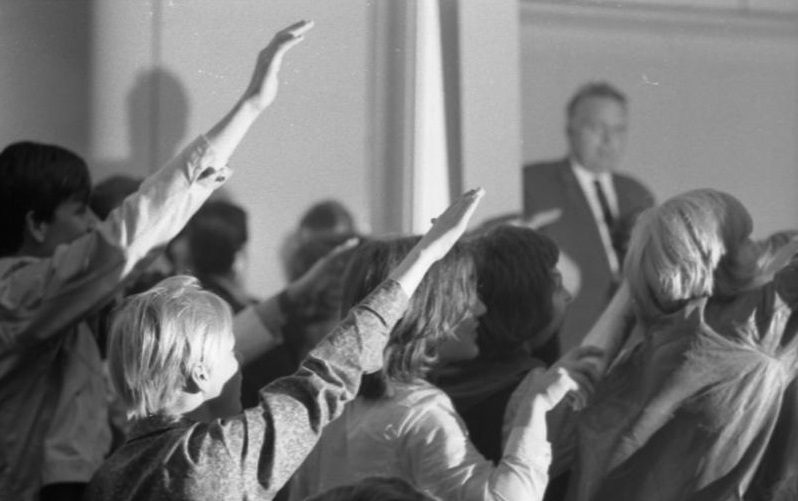
Op een partijcongres van de CDU/CSU, Frankfurt 1968 tonen enkele jonge mensen de Hitlergroet als protest tegen bondskanselier Kurt Georg Kiesinger, omdat Kiesinger lid van de NSDAP is geweest.

De Hitlergroet is na de Tweede Wereldoorlog in Duitsland verboden, evenals het Horst Wessellied. Volgens § 86a strafwetboek valt de groet onder het vertonen van anticonstitutionele symbolen, wat met maximaal drie jaar cel kan worden bestraft. Oordeelt de rechter op Volksverhetzung (ophitsen tegen een volk, § 130), dan kan de straf maximaal vijf jaar cel zijn.
Onder neonazi's zijn varianten ervan gebruikelijk zoals de naar neonazileider Michael Kühnen genoemde "Kühnengroet", waarbij de arm in plaats van met vlakke hand, met gespreide duim, wijs- en middelvinger wordt opgeheven, in gebarentaal het gebaar voor de letter W (Widerstand, in de bedoeling van "nationaal verzet"). Deze varianten zijn gebruikt ter omzeiling van het verbod, maar zijn inmiddels ook verboden. Zowel binnen als buiten Duitsland wordt het gebruik van de Hitler- of fascistengroet door veel mensen als buitengewoon kwetsend ervaren.
In plaats van nationaalsocialistische symbolen zoals de Hitlergroet gebruiken neonazi's ook het getal 88. De 8 staat daarbij voor de achtste letter in het alfabet: de "h". Zo krijg je dus de eerste letters van Heil Hitler. Het getal 18 staat voor Adolf Hitler.
Enkele recente voorbeelden van het vertonen van de Hitlergroet:
- Rechts-extremisten overvielen in 2007 in Mecklenburg badgasten aan een meer, brachten de Hitlergroet en vuurden met een machinegeweer in de lucht. De politie hield zes mannen en een vrouw aan. De agressie van de deels dronken mannen richtte zich in het bijzonder tegen Spätaussiedler: Duitsers uit de voormalige Sovjet-Unie.[8]
- De Hitlergroet is populair bij Russische rechts-radicalen.[9] Moskouse skinheads die in 2011 daklozen aanvielen en vermoordden en dit filmden, begonnen hun misdaden met het ostentatief brengen van de groet.
- In Oostenrijk, waar de Hitlergroet ook verboden is, lieten in 2007 dronken soldaten zich filmen terwijl ze de Hitlergroet brachten. De films belandden op internetplatform YouTube.[10]
- In 2008 poseerde een Mexicaanse toeriste in München bij de Platz der Opfer des Nationalsozialismus (Plaats der Slachtoffers van het Nationaalsocialisme) voor een vakantiefoto met de Hitlergroet. Ze werd gearresteerd en kon haar reis pas na het betalen van 450 euro voortzetten.[11]
- Eveneens in 2008 raakte een werknemer van de Beierse partij CSU zijn baan kwijt. De leider van de strategische afdeling had als 16-jarige leerling op een feest de Hitlergroet gebracht, zoals op een foto te zien was.[12]
- DJ Tomekk, een 31-jarige entertainer, bracht de Hitlergroet in een video voordat hij naar het Dschungelcamp ging, een televisieprogramma van de Duitse RTL. Ondanks zijn verontschuldigingen over de "grap" werd hij meteen ontslagen.[13]
- Kunstenaar Ottmar Hörl uit Wertheim maakte, om de Hitlergroet belachelijk te maken, tuinkabouters die de groet brachten. Het OM ging niet tot vervolging over, omdat het wel geoorloofd is om nationaalsocialistische symbolen te gebruiken als het duidelijk is dat het het doel is het nationaalsocialisme te bestrijden.[14]
- Bij een betoging van de Nederlandse Volks-Unie op 12 juni 2010 in Venlo werd één betoger aangehouden voor het brengen van de Hitlergroet.[15]
- De Griekse voetballer Giorgos Katidis had op 16 maart 2013 het winnende doelpunt gemaakt voor zijn ploeg AEK Athene in de wedstrijd tegen Veria. Bij het vieren van het doelpunt rende hij naar de zijlijn, deed zijn shirt uit en bracht vervolgens de Hitlergroet. De Griekse voetbalbond besloot daarop, dat Katidis voor de rest van zijn leven geen wedstrijden meer voor nationale teams van Griekenland mocht spelen.
- Aan het Brusselse Beursplein werd op 27 maart 2016 een samenkomst om de slachtoffers van de terroristische aanslagen in Brussel te herdenken, verstoord door een groep in het zwart geklede manifestanten. Een deel van de groep bracht de Hitlergroet.[16]
- Tijdens de tweede inauguratie van de Amerikaanse president Donald Trump in januari 2025, leidde een handgebaar van Elon Musk tot veel controverse. Musk strekt tijdens een politieke speech tweemaal de arm met platte hand naar het publiek. Musk zelf ontkent dat het zou gaan om een hitlergroet, maar dat werd door verschillende experts in twijfel getrokken.[17][18]
- De Noorse massamoordenaar Anders Behring Breivik bracht meermaals de Hitlergroet tijdens zijn proces wegens de door hem uitgevoerde aanslagen in Noorwegen in 2011.[19]

## Schriftelijk gebruik
Naast de Hitlergroet was er ook de gewoonte van aanhangers of meelopers van het regime om in brieven met "Heil Hitler" of "Mit deutschem Gruß" te ondertekenen.
Dit soort groeten was ook in andere partijen of organisaties, en ook buiten Duitsland gebruikelijk. Een voorbeeld is "Mit sozialistischem Gruß" in de DDR.